# 中国化工集团
中国化工集团有限公司（英語：China National Chemical Corporation，ChemChina），简称中国化工，是中华人民共和国一家主要從事化工原料、化工产品生产及贸易、化学矿勘探开发以及相关工程技术研究、开发、服务与专用设备制造的大型中央企业。
中国化工總部位於北京市北四环西路62号。旗下有上市公司10家。

## 历史
中国化工集团公司于2004年成立，由中國昊華、中國藍星等國有化學品企業合併而來，是目前中国最大的化工集团，主要涉及化工新材料及特種化學品、石油加工及煉化産品、基礎、農用、橡膠及化工設備等產品。
2011年，被美國財富雜誌评为世界500強第475位，2016年位列234位。不過10家A股上市中，超过一半的公司经营不佳，甚至处于亏损的状况。事實上，儘管中國化工作為國內最大化學品生產企業，但名氣依然不夠響亮，下屬機構不少仍然“各自為政”，“中國化工”這一名號未得到突出。
2011年集團旗下公司中國化工農化總公司收購以色列上市公司马克西姆-阿甘公司 60%股權(後改名為ADAMA )。
2015年3月，該公司計劃70億歐元，向大股東Camfin持有26%股權，收購意大利輪胎製造商倍耐力。
2016年1月11日，該公司以9.25億歐元（66.44億元人民幣）收購德國克劳斯-玛菲。
2017年6月7日，中国化工完成对全球最大農藥生產商瑞士巴塞爾先正達的收购。同時，ADAMA轉售予中国化工旗下上市公司沙隆達股份。
2021年5月8日，中化集团与中国化工集团联合重组的新央企——中国中化控股有限责任公司（简称中国中化，英文简称Sinochem Holdings）正式在北京成立。

## 美國制裁
2020年8月，美國國防部公佈了在美國直接或間接運作且與中國人民解放軍有聯繫的公司名稱。中國化工也榜上有名。2020年11月，唐納德·川普發布行政命令，禁止任何美國公司或個人持有美國國防部列為與中國人民解放軍有聯繫公司的股票，其中包括中國化工。
2022年10月，美國國防部將中國化工列入在美運營的「中國軍工企業」名單。